# ジョン・コリンズ (カクテル)
ジョン・コリンズ（英: John Collins）は、ジンまたはウイスキーとレモンジュース、ソーダ水で作るカクテル。
蒸留酒に甘酸味と炭酸飲料を加えたカクテルを「コリンズ」スタイルと呼ぶが、このカクテルの考案者であるロンドンのボーイ長ジョン・コリンズの名前に由来する。

## 概要
誕生は19世紀の半ばとも言われるが、誕生の経緯は不明。
ロンドンの「リマーズ・コーナー」でボーイ長を務めていたジョン・コリンズが考案したとされる。当初はオランダ・ジン（イェネーバ）が使用されていた。やがてオールド・トム・ジンが使用されるようになり、これはトム・コリンズと呼ばれるようになった。
1930年代以降はヨーロッパを中心にドライ・ジンが用いられるようになり、ジンに代わってウイスキーを用いるレシピも広まった。
なお、トム・コリンズもドライ・ジンを用いるレシピが広まっており、この場合はジョン・コリンズとトム・コリンズは同一となる。

## ジンベース
ジンベースのジョン・コリンズは国際バーテンダー協会の公認カクテルの1つである。
国際バーテンダー協会によるレシピを以下に挙げる。
レシピの例
材料
- ドライ・ジン - 45ml
- レモンジュース - 30ml
- シュガーシロップ - 15ml
- ソーダ水 - 60ml

作り方
1. 全ての材料をハイボールグラスに注ぎ、静かに混ぜる。
2. レモンスライス、マラスキーノチェリーを飾る。

ジンにオールド・トム・ジンを使用するとトム・コリンズになる。
アメリカ合衆国ではジンベースのジョン・コリンズはオランダ・ジンが使用されることが多く、ヨーロッパではロンドン・ドライ・ジンが使用されることが多い。

## ウイスキーベース
ウイスキー・コリンズとも呼ばれる。アメリカ合衆国や日本ではウイスキーベースのジョン・コリンズが一般的である。
レシピの例
材料
- ウイスキー - 45ml
- レモンジュース - 20ml
- 砂糖 - 2tsp
- ソーダ水 - 適量

作り方
1. ソーダ水以外の材料と氷をシェイクし、コリンズグラスに注ぐ。
2. グラスに氷を加え、ソーダ水で満たす。
3. 好みで、レモンスライスやライム、マラスキーノチェリーを飾る。

## 類似するカクテル
ジンベースのジョン・コリンズ（トム・コリンズ）に類似するカクテルとしてジン・フィズが挙げられる。以下のように違いがある。
- ジョン・コリンズはロンドン産まれ。ジン・フィズは1888年にアメリカ合衆国ニューオーリンズで産まれた[2]。
- ジン・フィズにはレモンやチェリーなどの飾りは使用しない[2]。
- 比較するとジン・フィズはやや辛口・ジョン・コリンズはやや甘口[2]。